# Croton monanthogynus
Croton monanthogynus là một loài thực vật có hoa trong họ Đại kích. Loài này được Michx. mô tả khoa học đầu tiên năm 1803.

## Hình ảnh

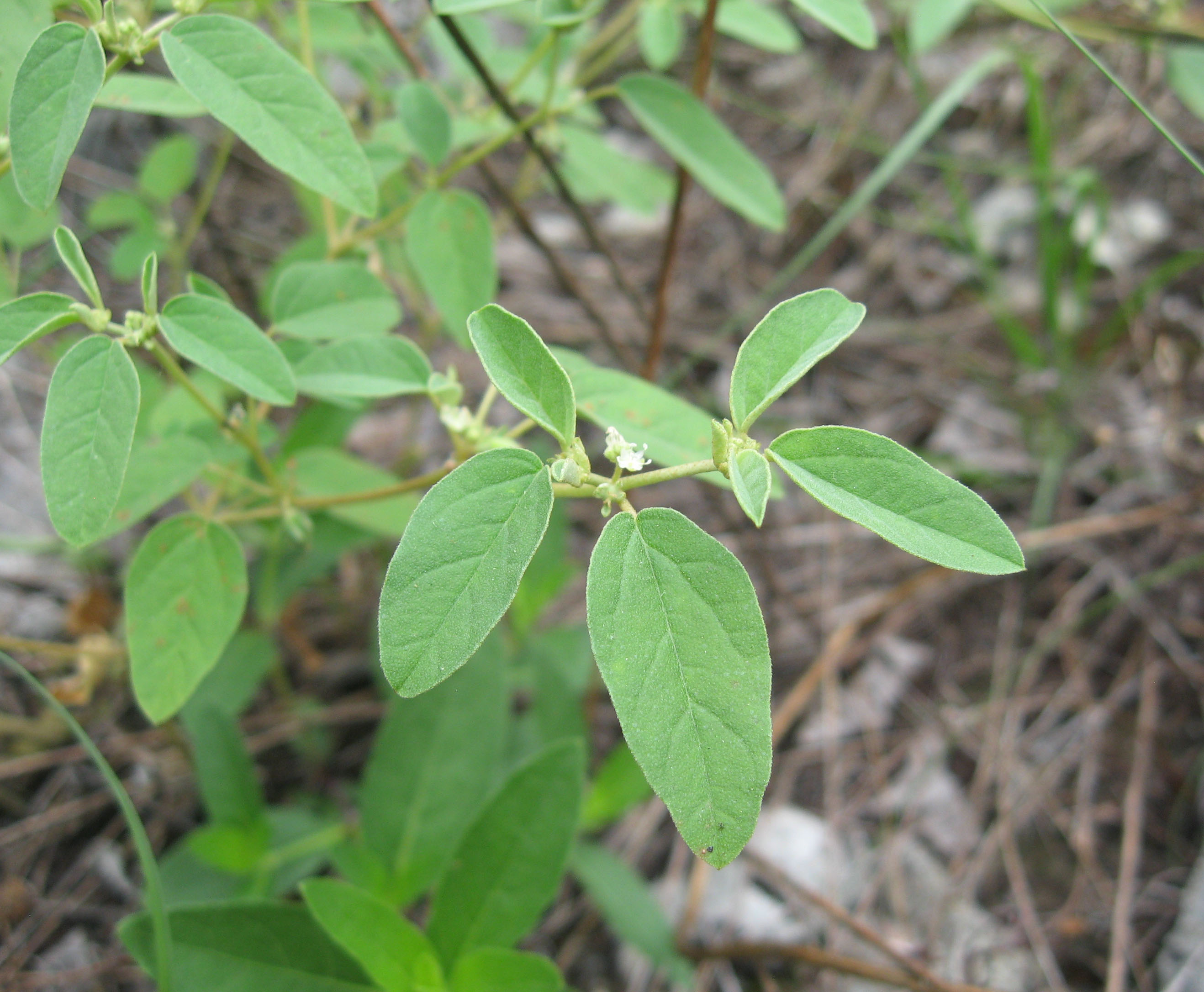